# Haartmaninkatu
Haartmaninkatu (en français : rue d'Haartman) est une rue du quartier de Meilahti à Helsinki en Finlande.

## Présentation
La rue porte le nom du docteur Johan Haartman (fi), qui fonda le premier hôpital de Finlande à Turku en 1759 et qui est considéré comme le père de la médecine finlandaise.
Au début, à partir de 1925, la rue formait la partie nord-ouest de la longue rue Topeliuksenkatu, et en même temps, le nom de la deuxième branche nord de l'extrémité nord-ouest de cette rue était Huopalahdenkatu. Lors du changement de plan de site en 1939, la dernière branche mentionnée a été remplacée par une extension de Topeliuskatu et le nom Huopalahdenkatu a été donné à la branche nord-ouest. 
Lorsque Haapalahdentie a été construite à Munkkiniemi en 1938, fut renommée Huopalahdentie, Le nom Huopalahdenkatu a dû être retiré pour éviter toute confusion.
La rue dessert la tour hospitalière de Meilahti, l'hôpital d'Haartman, l'hôpital triangulaire de Meilahti, l'hôpital des yeux et des oreilles, le Siltasairaala, le Biomedicum Helsinki et la clinique de gynécologie.
La rue est desservie par les bus 20, 30, 108, 212, 213 et 502.

## Galerie

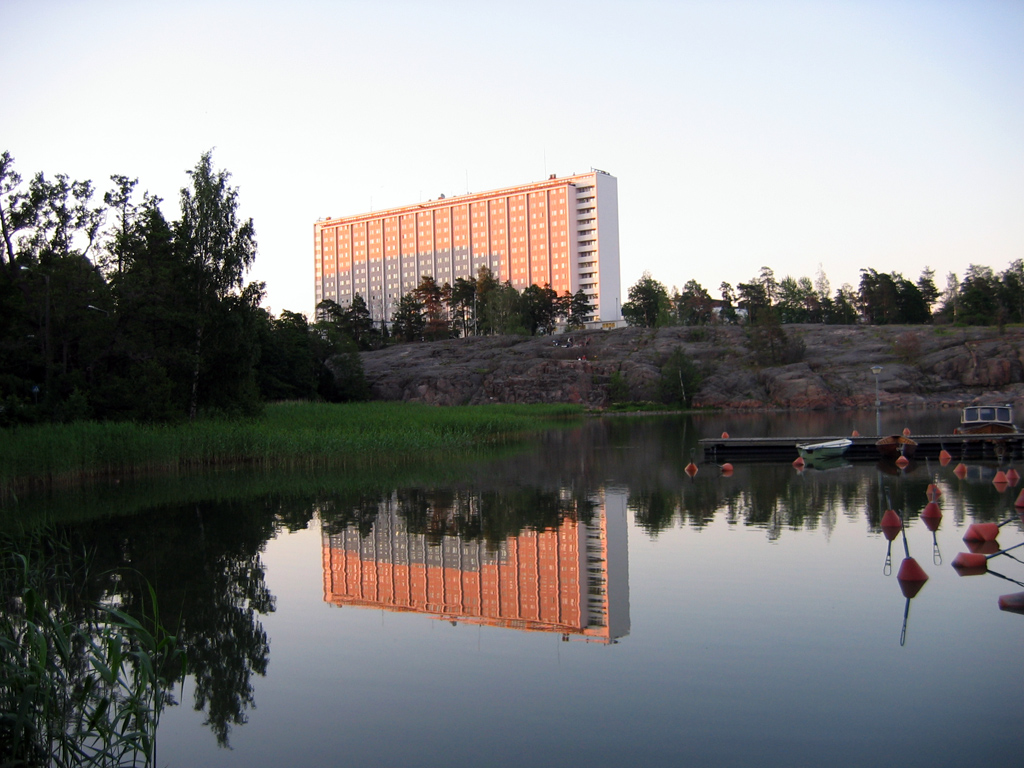
Campus de Meilahti
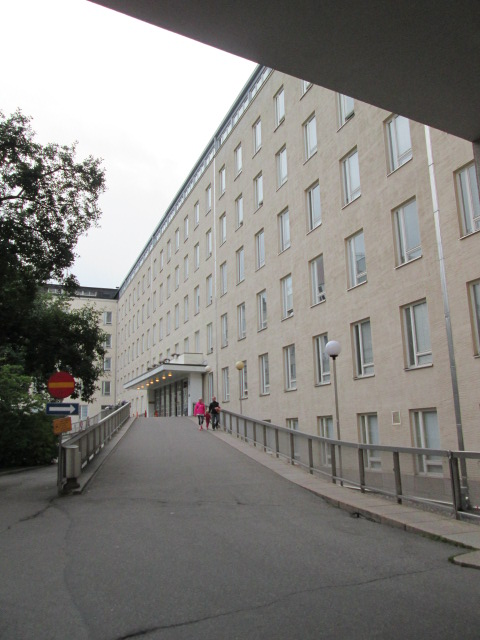
Clinique de gynécologie
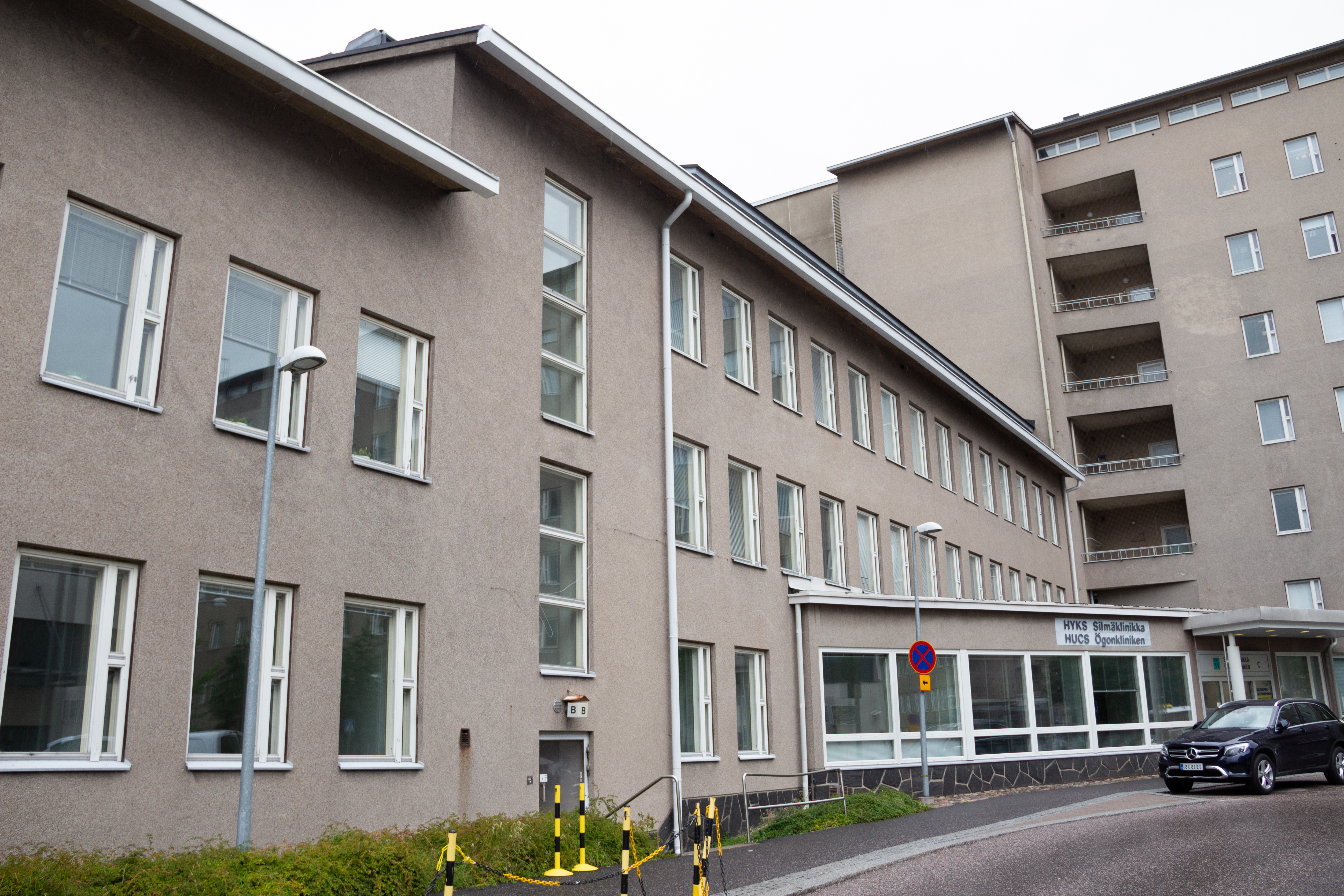
Hôpital des yeux et des oreilles
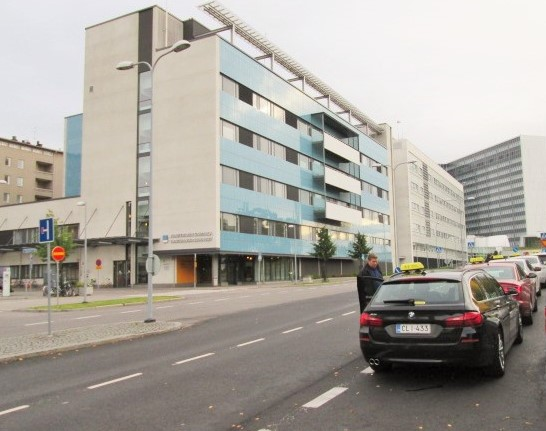
L'hôpital d'Haartman dans la rue d'Haartman.
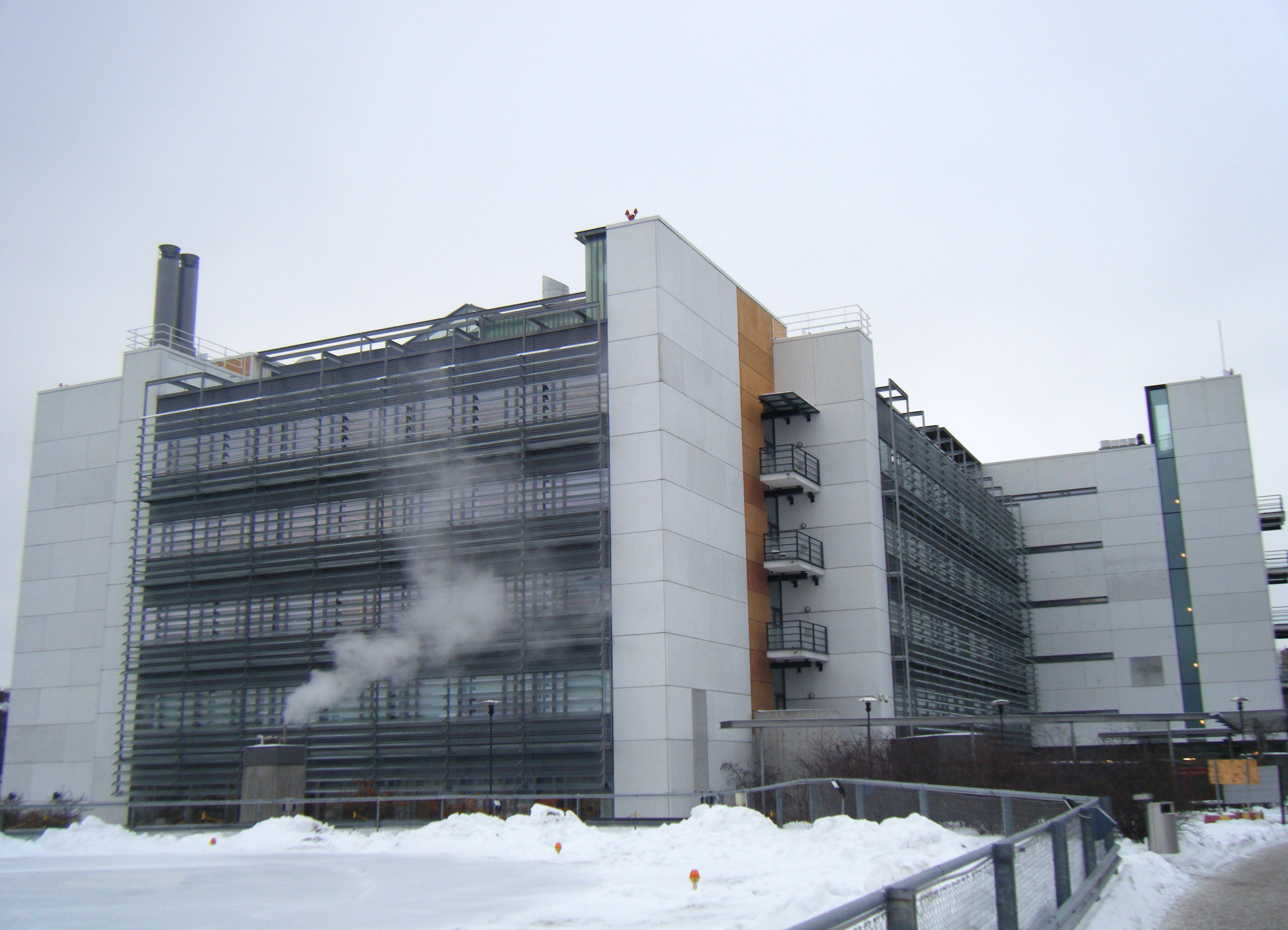
Biomedicum, Helsinki.